# زند (كوثر)
زند هي قرية في مقاطعة كوثر، إيران. في تعداد عام 2006، لوحظ وجودها، ولكن لم يتم الإبلاغ عن سكانها.